# جینو پانچینو
جینو پانچینو (ایتالیایی: Gino Pancino؛ زادهٔ ۱۱ آوریل ۱۹۴۳) دوچرخه‌سوار اهل ایتالیا است.
وی در مسابقات کشوری و بین‌المللی در مجموع برندهٔ ۱ مدال طلا، ۱ مدال نقره، ۱ مدال برنز شده‌است.